# 第21號鋼琴奏鳴曲 (貝多芬)
C大调第21號鋼琴奏嗚曲，作品編號53，是路德维希·范·贝多芬的鋼琴奏鳴曲。 別名為《華爾斯坦》（Waldstein），於1801年出版，作品題獻給於波昂時認識的華爾斯坦伯爵。
這首奏鳴曲以需要非常高超的技巧而著名，特別在最後一個樂章，演奏者需要持續的進行快速的八度行進、快速十六分音符及其三連音的樂段、持續顫音以營造持續音等的效果。全曲演奏時間為25分鐘。

## 樂曲結構
本奏鳴曲共分成三個樂章：
- 第1樂章：精神的快板（Allegro con brio）
- 第2樂章：引子：持續的行板（Introduzione: Adagio molto ），不間斷地接入（attacca）
- 第3樂章：迴旋曲：中等的小快板—最急板（Rondo. Allegretto moderato — Prestissimo）
→

## 樂曲分析

### 第一樂章
採用奏鳴曲式結構，呈現部可分成兩部份。第一主題以主和絃開始，配以下行的快速級進；第二主題則採用二分音符和四分音符的和弦組成，再配以八分音符的三連音及切分音來加強織體。
您的浏览器不支持播放音频。您可以下载音频文件。

### 第二樂章
只有28小節，如標題所示，是作為下一個樂章的引子。旋律部份以附點節奏為主，及後進入左右手的三十二分音符的分解和弦過場後，以八分音符的和弦直接進入迴旋曲部份。

### 第三樂章
以左右手交叉的方式，左手在高音區奏出主旋律，而右手則在低音區作分解和弦演奏，旋律及後以八度方式加以突出。

### 被更換的第二樂章
貝多芬現時留傳了一首鋼琴慢板作品《喜愛的行板》（Andante favori，WoO57），根據亞歷山大·會德豐·泰勒在《貝多芬傳》中的講述，貝多芬的一位朋友曾經談及此奏鳴曲過於冗長，使他不能夠慼付，後來貝多芬得悉後，便將此樂章抽起，改為現時版本的引子部份，後來當此奏鳴曲出版時，《喜愛的行板》也同時獨立地出版 。

## 外部連結
- 波恩貝多芬之家有關《第21號鋼琴奏鳴曲》資料 （页面存档备份，存于）（德文）
- 貝多芬《第21號鋼琴奏鳴曲》：国际乐谱典藏计划上的乐谱
- （页面存档备份，存于）
- 帕福利·江珀潘恩（Paavali Jumppanen）於伊莎貝拉嘉納藝術博物館內的演奏版本